# Народні казки Тернопільщини

Обкладинка книги «Казки Західного Поділля», вид-во «Лілея», 1994 рік

Наро́дні казки́ Терно́пільщини — один із основних жанрів усної народно-оповідальної творчості Тернопільщини.

## Записи казок у 19 ст.
Перші записи казок на Тернопільщині зробив 1864 фольклорист та історик П. Білинський і передав їх до львівської газети «Правда» Володимиру Лучаківському. Перші публікації — у додатку до «Вісника» — «Отечественний зборник» (1866, Відень, Австрія) та львівському «Временнику на рік 1869».
1875–1895 записи з Борщівщини зробили письменник Л. Василович, учительська родина Ляторовських, Д. Глібовицька, М. Гуменюк. На Бережанщині — о. М. Малиновський.

## Записи казок у кінці 19 - на початку 20 ст.

Титульна сторінка збірки Володимира Гнатюка «Українські народні байки», Львів, 1916 рік

Народні казки Тернопільщини зацікавили Івана Франка, Г. Гальку, М. Дерлицю, польських фольклористів та етнографів С. Здярського (записи 1897) та К. Мошинського (1912), які опублікували їх у збірнику «Матеріали антропологічно-археологічні та етнографічні» (1903, 1914, Краків, Польща).
38 сюжетів так званого звіриного епосу представлені у праці Володимира Гнатюка «Українські народні байки» (1916, Львів), записані від оповідача Т. Гринишина, а також письменників Л. Василовича і М. Капія, селян М. Гуменюка та О. Дерев'янка, учительки Л. Ляторовської.

## Записи казок у 20 ст.
Збірники казок уклав 1955–1962 А. Яківчук із записів від матері.
У збірнику «Казки Західного Поділля» (Тернопіль, 1994) — 32 казки, які зібрав 1970–1992 П. Медведик.
Нині скарбницю народних казок поповнюють Р. Крамар, М. Крищук, В. Ханас із Тернополя, учителі М. Івашків, О. Матвійків зі Зборівщини та інші.

## Характеристика казок
Казки тематично багаті й представлені всіма жанрами. У звіриному епосі переважають властиві Західному Поділлю дикі та свійські тварини, у протистоянні яких зазвичай перемагають перші, котрі символізують особливості людського характеру і вдачі. Так, кінь, віл і собака уособлюють працьовитість та послух, кіт — доброту, елегантність, кмітливість, хист оборонятися від сильнішого суперника й перемагати його.
У соціально-побутовій казці бідні й покривджені беруть гору над кривдниками. В алегоричних піснях-казках узагальнено прагнення та мрії простого люду. У фантастичних або чарівних казках Тернопільщини у підземному, наземному та небесному світах поряд із людьми і тваринами діють міфологічні й напівміфологічні істоти.
Типовим є перетворення людей на німф, звірів, дерева, квіти, предмети. Художна виразність народних казок підсилюють уривки народних пісень, поетизація побуту і звичаїв. Специфічність мови спричинена різночасовими записами, мовною своєрідністю оповідників, діалектами Західного Поділля.